# 近藤惠子
近藤 惠子（こんどう さとこ）は、日本の合唱指揮者、音楽教育者、声楽家。

## 人物
愛知教育大学音楽科卒業後、愛知県立岡崎高等学校に新任音楽教諭として赴任する。以来50年以上（現在は非常勤講師）、岡崎高校コーラス部の顧問、指揮者として率い、高校の混声合唱で全国トップレベルの合唱団に導く。
同校コーラス部OB・OGが中心となって結成された岡崎混声合唱団を指揮し、同合唱団を全国有数の市民合唱団へと育て上げた。
岡崎高校コーラス部、岡崎混声合唱団のほか、豊川コール･アカデミー、豊川で第九を歌う会、三河市民合唱クラブ、三河市民オペラの常任指揮者を務める。
声楽家として、名古屋二期会会員時代にはオペラ活動やソリストとしての活動を活発に行い、「蝶々夫人」のスズキ、「ヘンゼルとグレーテル」の魔女等、十数本に出演の他、岐阜、名古屋、岡崎、安城、豊川の第九や、各種宗教曲のアルト独唱も多数務めている。声楽を瀬山詠子、児井恵、R・リッチらに師事した。
教育者として岡崎高校の音楽科教諭、名古屋芸術大学非常勤講師を務める。また、各地で合唱講師、合唱コンクールの審査員を務めている。

## 受賞（個人）
- 豊川市文化奨励賞
- 岡崎市教育文化賞 [1]
- 愛知県教科教育功労賞
- 中日教育賞[2]
- 豊橋市文化表彰・文化振興特別賞[3]
- 文化庁長官賞(2019年)

## 略歴
- 1968年 愛知教育大学音楽科卒業。新任音楽教諭として岡崎高校に赴任。
- 1979年 岡崎混声合唱団の前身である「岡崎高校コーラス部OB合唱団」を結成。
- 1999年 「岡崎高校コーラス部OB合唱団」を岡崎混声合唱団に改称。
- 2000年 オーストリアのリンツで開催された第1回世界合唱オリンピック（英語版）(1st Choir Olympics)の青年混声部門に岡崎高校コーラス部が日本代表として出場し、青年混声部門にて優勝[4]。
- 2002年 韓国の釜山で開催された第2回世界合唱オリンピック(2nd Choir Olympics)の青年混声部門に岡崎高校コーラス部が日本代表として出場し、青年混声部門を連覇[5]。
- 2004年 ドイツのブレーメンで開催された第3回世界合唱オリンピック(3rd Choir Olympics)の青年混声部門に岡崎高校コーラス部が日本代表として出場し、青年混声部門にてGOLD MEDALを獲得[6]。
- 2005年 小泉内閣メールマガジン第184号に「感動体験 〜世界合唱オリンピックを通して〜」を特別寄稿[7]。
- 2006年 中国の廈門で開催された第4回世界合唱オリンピック(4th World Choir Games)の青年混声部門に岡崎高校コーラス部が日本代表として出場し、青年混声部門にてGOLD MEDALを獲得[8]。
- 2006年 全日本合唱コンクール全国大会において、岡崎混声合唱団を一般の部Bグループ一位である金賞・文部科学大臣賞に導く。
- 2008年 オーストリアのグラーツで開催された第5回世界合唱オリンピック(5th World Choir Games)の青年混声部門に岡崎高校コーラス部が日本代表として出場し、青年混声部門にて優勝[9]。
- 2008年 全日本合唱コンクール全国大会において、岡崎高校コーラス部を高校の部Bグループ1位である金賞・文部科学大臣賞に導く[10]。
- 2011年 Busan Choral Festival & Competition 2011（釜山合唱世界大会）にて、岡崎高校コーラス部を青年混声合唱部門優勝に導き、全部門を通じてのベストコンダクター賞を受賞[11]。

## ディスコグラフィー
- DVD 岡崎高校コーラス部　近藤惠子先生にみる合唱指導１ ウォーミングアップ・発声練習 DVJL08A
- DVD 岡崎高校コーラス部　近藤惠子先生にみる合唱指導２ 心を詩にのせるパートレッスン DVJL08B
- DVD 岡崎高校コーラス部　近藤惠子先生にみる合唱指導３ 曲合わせ・特別インタビュー DVJL08C